# Lovorikovac
Lovorikovac är en ö i Kroatien.   Den ligger i länet Dubrovnik-Neretvas län, i den sydöstra delen av landet, 300 km söder om huvudstaden Zagreb.
Terrängen på Lovorikovac är varierad. Öns högsta punkt är 16 meter över havet. I omgivningarna runt Lovorikovac växer i huvudsak blandskog.